# هولغر أوسييك
هولجر أوسييك (بالألمانية: Holger Osieck) (مواليد 31 أغسطس 1948 في دويسبورغ) هو مدرب كرة قدم ألماني ولاعب سابق. وهو يدرب حالياً منتخب أستراليا لكرة القدم بعد مشاركته في كأس العالم لكرة القدم 2010.
درب العديد من الأندية في الولايات المتحدة، تركيا، ألمانيا واليابان بالإضافة لمنتخب كندا.

## وصلات خارجية
- هولغر أوسييك على موقع اتحاد تركيا (مدرب) (الإنجليزية)
- هولغر أوسييك على موقع قاعدة بيانات كرة القدم.إي يو (الإنجليزية)
- هولغر أوسييك على موقع بيانات كرة القدم. دي إي (الألمانية)
- هولغر أوسييك على موقع Soccerway.com (الإنجليزية)
- هولغر أوسييك على موقع عالم كرة القدم.نت (الإنجليزية)
- هولغر أوسييك على موقع كووورة

- السيرة الذاتية على موقع الفيفا